# Phelipanche angustelaciniata
Phelipanche angustelaciniata är en snyltrotsväxtart som först beskrevs av Alexander Gilli, och fick sitt nu gällande namn av J. Holub. Phelipanche angustelaciniata ingår i släktet Phelipanche och familjen snyltrotsväxter. Inga underarter finns listade i Catalogue of Life.